# Oboe vienés

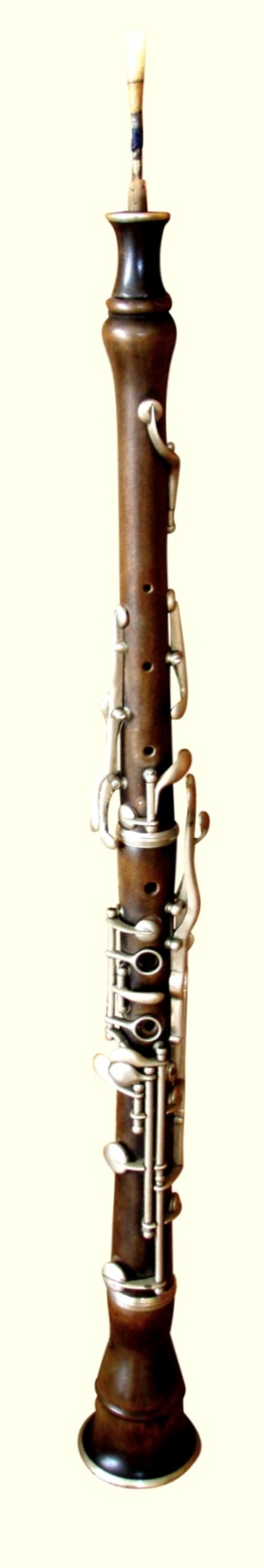
Oboe Vienés de madera de boj con las llaves plateadas.

El oboe vienés es un tipo de oboe moderno desarrollado por primera vez en la década de 1880 por Josef Hajek. El diseño del oboe vienés conserva la esencia del taladro y las características tonales del oboe histórico. Debe su nombre a sus orígenes en Viena y, además del oboe de conservatorio más común, es el único otro tipo de oboe moderno que se usa en la actualidad.

## Sonido
El oboe vienés es un híbrido de los diseños alemanes y austriacos. Tiene un taladro interno más ancho, una caña más corta y ancha y un esquema de digitación diferente al del oboe del conservatorio. En su obra histórica definitiva The Oboe, Geoffrey Burgess y Bruce Haynes escriben (página 212) «Las diferencias están más claramente marcadas en el registro medio, que es más agudo y penetrante, y el registro superior, que es más rico en armónicos en el oboe vienés». Guntram Wolf lo describe: «desde el punto de vista del taladro, el oboe vienés es el último representante de los oboes históricos, adaptado para la orquesta más ruidosa y grande, y equipado con un extenso mecanismo. Su gran ventaja es la facilidad para hablar, incluso en el registro más bajo. Se puede tocar de forma muy expresiva y empasta bien con otros instrumentos». El oboe vienés es, junto con la trompa vienesa, quizás el miembro más distintivo del instrumentario de la Orquesta Filarmónica de Viena.

## Historia
El oboe que se usaba en Viena a principios y mediados del siglo XIX era originalmente un diseño llamado oboe Koch/Sellner. En 1825, el oboísta y maestro vienés Joseph Sellner escribió un manual de oboe (Theoretische-praktische Oboeschule), que incluía una tabla de digitación ilustrada. El oboe relacionado con este texto era fabricado por Stefan Koch (1772-1828). Este instrumento estaba muy bien considerado en Europa central. Además de un mecanismo modernizado con hasta 13 teclas, el oboe Koch/Sellner se parecía al oboe de conservatorio que se usa hoy en día, ya que tenía un calibre estrecho y un tono igualmente brillante. Como herramienta musical relativamente avanzada, satisfizo las necesidades de los músicos vieneses hasta finales del siglo XIX.
Un fabricante de instrumentos cuyos diseños fueron en la dirección opuesta, utilizando un diseño de diámetro ancho, fue el muy respetado fabricante alemán Karl Friedrich Golde (1803-1873) de Dresde. Su sonido de oboe ideal contenía una tonalidad profunda, rica y cálida: «se logrará una profundidad poderosa y un sonido pleno, ... [no] un sonido fino y nasal, como los oboes francés y vienés [de Koch]". Irónicamente, solo unos años después de su muerte, su diseño suplantaría al oboe Koch y se convertiría en el nuevo oboe vienés del siglo XX.
En 1880, el oboísta Richard Baumgärtel (1858-1941) llevó su oboe Golde a Viena, donde el diseño esencial fue posteriormente adaptado por Josef Hajek (1849-1926) para tocar en la afinación 'diapasón normal' de la a 435 Hz utilizada en el Imperio austríaco. Hajek y otros creadores posteriores, en particular Hermann Zuleger (1885-1949), crearon un nuevo instrumento con cambios y mejoras, especialmente en el mecanismo de las llaves. El nuevo oboe vieneés conservó la esencia del taladro interno del oboe clásico, así como las características externas clásicas elegantemente simplificadas, como el balaustre y el remate, pero con un juego de llaves muy ampliado.
Las secuelas de la Segunda Guerra Mundial fueron testigos de la adquisición del oboe del Conservatorio y de una lenta eliminación del «oboe alemán» en Alemania. En Austria, el oboe vienés se enfrentó a un período de declive general, y con la muerte de Zuleger en 1949, las fuentes de instrumentos de calidad empezaron a escasear. Esta insatisfactoria situación solo se agravó con el paso del tiempo, con la construcción de instrumentos casi paralizada. En la década de 1980, sin embargo, la compañía Yamaha en Japón comenzó a fabricar oboes vieneses, creando un suministro sin precedentes de instrumentos de calidad.
Con el resurgimiento del interés por la música antigua a finales del siglo XX, el oboe vienés ha resurgido como una alternativa al uso de hautboys u oboes barrocos, conservando el color tonal de los instrumentos primigenios pero sin sus limitaciones. En años más recientes, a medida que el interés y el uso del oboe vienés ha aumentado lentamente, varios fabricantes como André Constantinides, Karl Rado, Guntram Wolf y Christian Rauch están fabricando oboes.

## Materiales
El oboe vienés moderno se hace más comúnmente con granadilla, aunque algunos fabricantes también hacen oboes con boj, el material tradicional europeo.

## Fabricantes
- André Constantinides (Pöggstall, Austria)
- Guntram Wolf (Kronach, Alemania)
- Christian Rauch (Innsbruck, Austria)
- Yamaha (Japón)
- Karl Rado (Viena, Austria)